# 佐野藤岡インターチェンジ

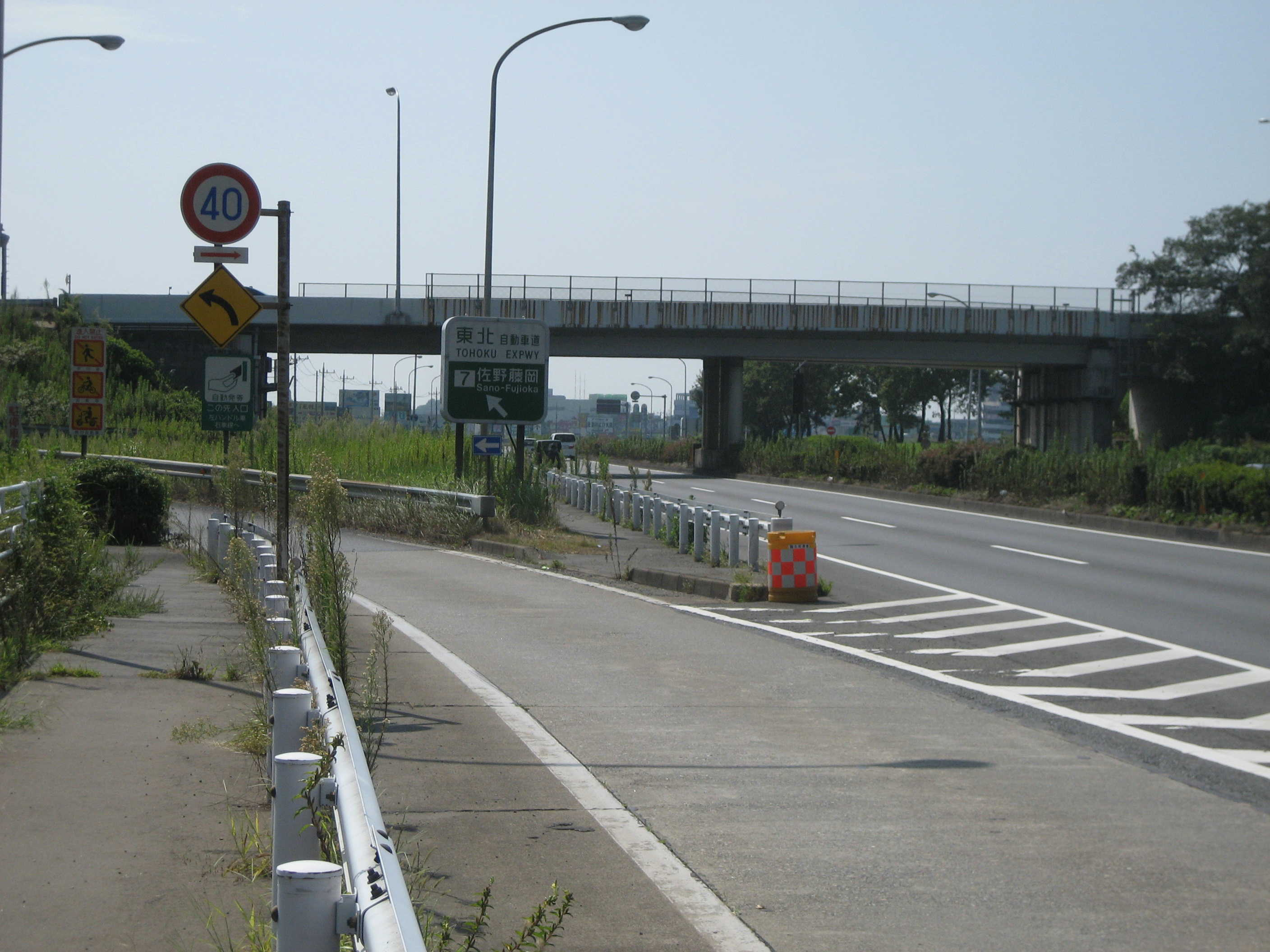
国道50号線からの入口

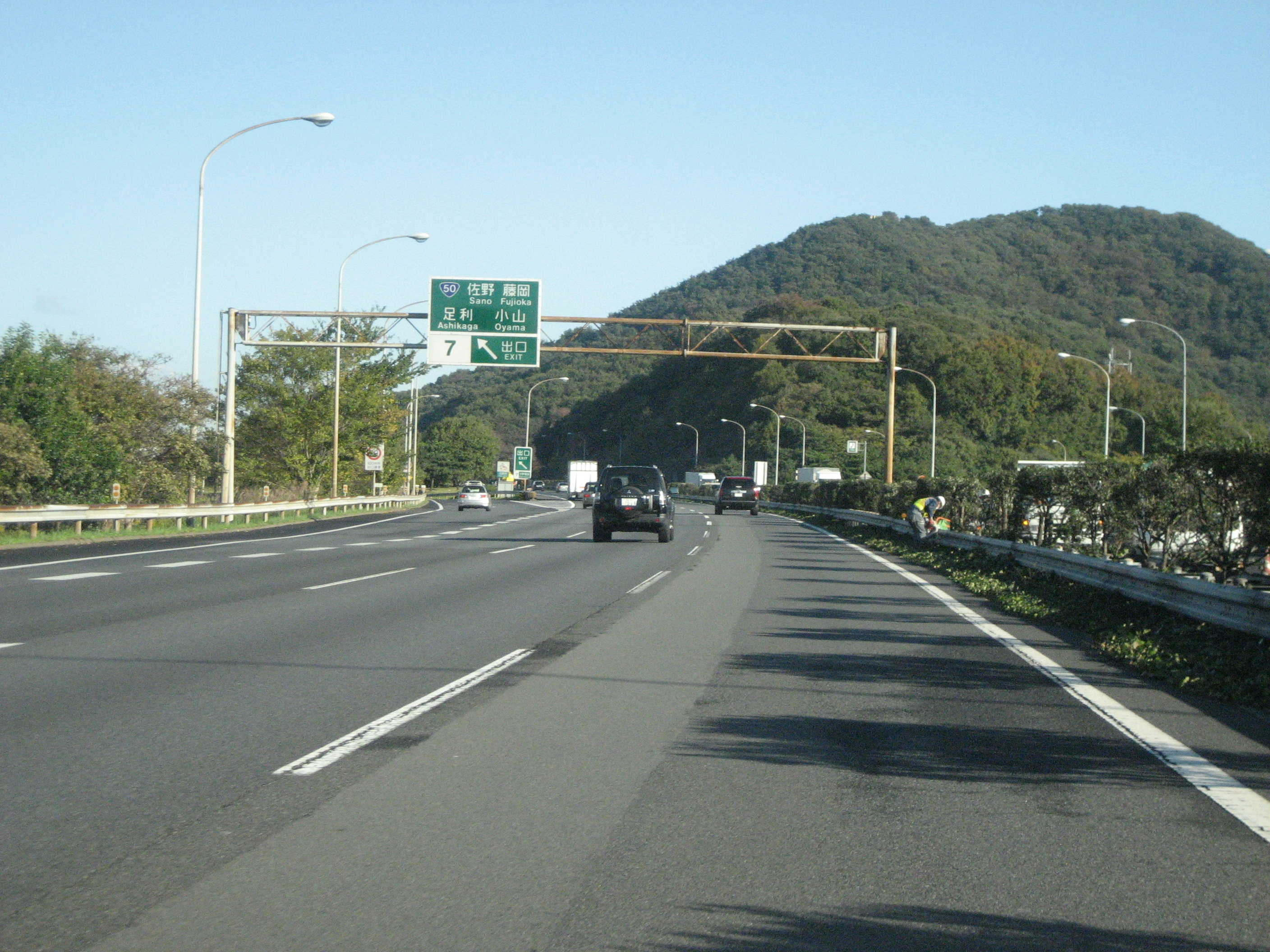
下り本線出口付近、正面は三毳山

佐野藤岡インターチェンジ（さのふじおかインターチェンジ）は、栃木県佐野市西浦町にある東北自動車道のインターチェンジである。
IC名は同市と旧下都賀郡藤岡町三鴨地区（現・栃木市藤岡町都賀）の境に位置しているのが由来。
当ICより川口JCT方面は、2022年（令和4年）10月12日より岩槻IC迄の間が最高速度120km/h区間となっている。

## 概要
栃木県内の東北自動車道の最南端のインターチェンジである。佐野市・栃木市藤岡町のほか、小山市や茨城県結城市、関東三大薬師の佐野厄除け大師の最寄の出口である。ICは佐野市と栃木市に跨っているが、料金所は佐野市側にある。

## 道路
- E4 東北自動車道（7番）
- 接続する道路：国道50号

## 料金所
- ブース数：12

### 入口
- ブース数：4
  - ETC専用：1
  - ETC・一般：1
  - 一般：2

### 出口
- ブース数：8
  - ETC専用：2
  - ETC・一般：1
  - 一般：5

## 周辺
- 惣宗寺（佐野厄除け大師）
- 佐野新都市
  - 佐野プレミアム・アウトレット
  - 佐野新都市バスターミナル
  - ジェイアールバス関東佐野支店
  - イオンモール佐野新都市
- 道の駅みかも
- 栃木県立みかも山公園（三毳山）
- 高岡山高平寺
- 佐野工業団地

## 隣
E4 東北自動車道
(6)館林IC - (7)佐野藤岡IC - (7-1)佐野SA/SIC - (7-2)岩舟JCT - (8)栃木IC